# De vogels van Holland
De vogels van Holland ("gli uccelli d'Olanda" in olandese) è una canzone olandese, famosa poiché fu la prima ad essere cantata nella prima edizione dell'Eurovision Song Contest, svoltasi a Lugano nel 1956 (unica edizione nella quale i cantanti, rappresentanti dei sette paesi debuttanti, avevano potuto portare due canzoni). Fu scritta da Annie M. G. Schmidt e cantata da Jetty Paerl, rappresentante dei Paesi Bassi.

## Performance e risultato
La canzone è stata, appunto, cantata per prima e condotta dal direttore d'orchestra svizzero Fernando Paggi; ha preceduto la Svizzera, con "Das alte Karussell" cantata da Lys Assia.
In questa edizione fu annunciato solo il vincitore, pertanto il resto della classifica è ancora sconosciuto. Tuttavia questa canzone sembra essersi piazzata al secondo posto, secondo una fonte non attendibile.